# آقایی (ازنا)
آقایی روستایی از توابع بخش جاپلق شهرستان ازنا در استان لرستان ایران است.

## جمعیت
این روستا در دهستان جاپلق غربی قرار دارد و بر اساس سرشماری مرکز آمار ایران در سال ۱۳۸۵، جمعیت آن ۱۷۲ نفر (۳۶ خانوار) بوده‌است.